# 北斗無双
『北斗無双』（ほくとむそう）は、2010年3月25日にコーエーから発売されたアクションゲーム。日本国外でのタイトルは、『Fist of the North Star: Ken's Rage』。
キャッチコピーは「その拳が、宿命を打ち砕く。」。
本項では本作以降に発売された続編作品についても、それぞれ記述する。
- PS3版『北斗無双 International』
- PS3・Xbox 360・Wii U版『真・北斗無双』
- iOS・Android版『真・北斗無双（アプリ版）』

## 北斗無双

### 概要
コーエーのアクションゲームのシリーズである無双シリーズと、1980年代に大ヒットした漫画『北斗の拳』とのコラボレーション作品として、2009年10月に発表された。従来の無双シリーズ同様に、無数の敵を爽快になぎ倒すゲームコンセプトを継承しており、一撃当千のアクションを堪能できる。
原作をベースに北斗四兄弟編までのストーリーが展開していく「伝説編」、ゲームオリジナルストーリーが楽しめる「幻闘編」のゲームモードがあり、「伝説編」は今までの無双シリーズにあるタクティカルアクションの概念とは若干の違いを持つ、アクションアドベンチャーとして位置付けている。逆に「幻闘編」は従来どおりのタクティカルアクションとなっている。
また、今作は物理エンジンの搭載により、落ちている物を掴んで武器として使用する、建物を破壊するなどの動作も可能となっている。なお、建物の破壊は、過去の無双シリーズでも限定的に行われてはいた。
過去の無双シリーズで血しぶきなどの残虐描写は幕間ムービー程度でしか使用されず、CERO:A（全年齢対象）、もしくはB（12歳以上対象）だったが、今回は北斗神拳の体内からの爆死など原作の雰囲気を再現するため積極的に使用されている。そのため、無双シリーズでは初めてCERO:D（17歳以上対象）の作品となる。
『週刊コミックバンチ』で読み切りとして掲載された開発秘話の漫画によると、当初は無双でありながら無双路線を捨てる方向で開発していたが、『北斗の拳』の原作再現が困難になってしまい、ある日原哲夫から送られてきたFAXに書いてあった「コーエーさんらしいゲームを期待しています」を受けて無双路線に戻っている。

### 登場キャラクター
プレイアブルキャラクター
この項では幻闘編におけるストーリーのあらすじを解説する。
ケンシロウ
声 - 小西克幸
シンを倒し、旅の目的を失ったケンシロウの前にフードを被った女占い師が現れ、「ユリアは生きている」と予言する。予言に従ってユリアを追うケンシロウは、南斗慈母星のユリアを守護せんとする南斗五車星やラオウ・トキと共に聖帝軍の尖兵を退ける。ひたすらにユリアを追い求めるケンシロウは、彼女との平和な生活のために伝承者の座を捨てると宣言する。
ラオウ
声 - 立木文彦
乱世を治めるべく旅を続けるラオウのもとに女占い師が現れ、トキの病を治す秘孔を教える。奇跡の村の危機に駆けつけてトキの病を癒したラオウは、次いでケンシロウ・ジャギらを含めた北斗の兄弟全員と合流。自身と同じく、乱世に覇を唱えるべく「南斗軍」を率いて立ち上がったサウザーとの全面戦争に打って出る。
トキ
声 - 関智一
カサンドラの牢獄で一人瞑想するトキのもとに女占い師が現れ、アミバに狙われているトキの村の様子を見せる。すぐに駆けつけてアミバを退けたトキだったが、身体は病のために既に限界だった。そこにラオウが現れ、病を治す秘孔を突いてトキを癒す。心身共に回復したトキは、世に真の平和をもたらすために立ち上がった。
ジャギ
声 - 高木渉
幻闘編ストーリー：突如現れた女占い師に、「シン、牙大王を倒したことで力をつけたケンシロウに殺される」と予言し、逃亡を勧められる。予言に従って一時的に逃亡した結果、失望した部下たちは全員ジャギのもとを離れ、彼はたった一人になってしまった。そんな折、同じ境遇のアミバと出会う。2人はケンシロウとトキへの復讐のために決起した。
レイ
声 - 子安武人
カサンドラより拳王軍に襲撃されているマミヤの村へ戻る途中、女占い師が現れ、死の予言を告げられる。自身が死ぬことを避けるべく、シュウと合流する。マミヤの村にてユダと共闘するが、妹であるアイリを人質にとられ、苦渋の選択を強いられる。
シン
声 - 杉田智和
戯れに呼んだ女占い師に「いずれケンシロウに敗れる」と予言されたシンは、ユリアを守る圧倒的な力を得て乱世を治めるため、サウザー率いる聖帝軍に参加する。その真の狙いは、軍内部で頭角を表すことでサウザーの兵を丸ごと奪い取り、自軍の勢力を拡大して、ラオウの勢力に立ち向かうことにあった。
サウザー
声 - 神奈延年（『ぱちんこCR真・北斗無双』まで）、三宅健太（『パチスロ真・北斗無双』以降）
乱世を支配すべく、非道・非情な手段を厭わず勢力を拡大していくサウザー。女占い師の予言も意に介さず、ひたすらに覇道を突き進む南斗軍だったが、その冷酷さ、非道さに耐えかねた部下は次々と離反していく。その穴を、シンやシュウ、レイ、ユダといった有能な将を引き入れることで埋めながらサウザーは突き進んでいく。
マミヤ
声 - 進藤尚美
マミヤの村にフードを被った女を連れたフドウがやって来る。女の正体はユリアだった。フドウは、慈母星たるユリアを狙う聖帝軍から身を隠すため、村にしばらく匿って欲しいとマミヤに依頼する。ユリアも争いを避け、ケンシロウと2人静かに暮らすことを願っていた。マミヤはユリアとケンシロウの願いを叶えるため、ユリアに似た自身の容姿を利用して彼女になりすまし、戦場に身を投じる。
有料DLCプレイアブルキャラクター
有料ダウンロードコンテンツの購入により使用が可能。後に『International』の発売に伴い、他のDLCとともに価格が変更されている。
ハート
声 - 藤本たかひろ
2010年4月22日より配信された。
無法者
声 - 赤羽根健治
2010年4月30日より配信された。
戦闘キャラクター
ユダ
声 - 馬場圭介
『真』でプレイアブルキャラクター化。
シュウ
声 - 吉水孝宏
『真』でプレイアブルキャラクター化。
ジュウザ
声 - 高塚正也
『真』でプレイアブルキャラクター化。
フドウ
声 - 宮崎寛務
『真』でプレイアブルキャラクター化。
リュウガ
声 - 森岳志
『真』でプレイアブルキャラクター化。
ジード
声 - 宮坂俊蔵
牙大王
声 - 福原耕平
ウイグル獄長
声 - 大友龍三郎
アミバ
声 - 関智一
『真』の有料DLCでプレイアブルキャラクター化。
非戦闘キャラクター
ユリア
声 - 桑島法子
バット
声 - 庄司宇芽香（少年）、岸尾だいすけ（青年）
『真』で青年の姿でプレイアブルキャラクター化。
リン
声 - 伊藤かな恵
『真』で青年の姿でプレイアブルキャラクター化。
アイリ
声 - 庄司宇芽香
その他
ナレーション
声 - 若本規夫

### イメージソング（北斗無双）
マミヤVersion「FAR AWAY」
歌：谷村奈南 / 作詞：Kiyohito Komatsu / 作曲：Pontus Hjelm & Jessica Gustafsso / 編曲：Annie Lindemberg
ユリアVersion「Believe you」
歌：谷村奈南 / 作詞：Kiyohito Komatsu、Nana Tanimura / 作曲：Pontus Hjelm & Jessica Gustafsso / 編曲：Jessica Gustafsso

## 北斗無双 International
『北斗無双 International』（ほくとむそう インターナショナル）は、日本国外版『北斗無双』をベースに、いくつかの変更・追加要素を入れた『北斗無双』の（マイナー）バージョンアップともいえる作品。2010年12月2日、コーエーテクモゲームスよりPS3で発売。
以下は変更・追加要素。一部は公式サイトにて。
- バイオレンス表現の有無や日本語と英語の音声切替が設定可能。
- キャラクターのアクションなどゲームバランスの再調整。また一部の技能は初期から習得している仕様に変更。
- ケンシロウの伝説編の冒頭にチュートリアルステージ追加。
- ボーカルソングの削除。
- 『北斗無双』のセーブデータをそのまま使用可能。ただしダウンロードコンテンツの共有は不可。

## 真・北斗無双
『真・北斗無双』（しん・ほくとむそう）は、コーエーテクモゲームスから発売されたアクションゲーム。PS3・Xbox 360版が2012年12月20日、Wii U版が2013年1月31日にそれぞれ発売された。日本国外でのタイトルは、『Fist of the North Star: Ken's Rage 2』。
キャッチコピーは「真・世紀末体験!」。

### 概要
「伝説編」では前作未収録だったエピソードを追加し再構築されたラオウ編に加え、天帝編、修羅の国編、バット・リン編が新たに追加された。特にバット・リン編は原作最後のエピソードでありながら映像化されたことがなく、初めて本格的にゲーム化され、カイオウ戦後のケンシロウとリュウの旅こそカットされているものの、『北斗の拳』を原作としたゲームとしては最も幅広いエピソードを網羅した作品となった（アニメは修羅の国編で終了している）。
登場キャラクターも大幅に追加された。『ワンピース 海賊無双』のように漫画のようなコマ割りが使用されている。
アクション面も強化され、爽快感アップのためアクションにおける全ての動作が前作に比べスピーディーになっている。また、ジャンプは廃止され、回避、ダッシュといった動作に変更されている。
「幻闘編」では各流派ごとにストーリーがあり、伝説編の合間に起こった出来事という設定でオリジナルストーリーが展開していく。また幻闘編は、オンラインプレイに対応しており、ネットワークを介した協力プレイ、対戦プレイが可能となっている。

### 追加登場キャラクター
プレイアブルキャラクター
アイン
声 - 中井和哉
ファルコ
声 - 江川央生
シャチ
声 - 神谷浩史
カイオウ
声 - 石塚運昇
ヒョウ
声 - 置鮎龍太郎
有料DLCプレイアブルキャラクター
アミバ
声 - 関智一
2013年1月31日より配信された。
名も無き修羅
声 - 貞広高志
2013年1月31日より配信された。
ハン
声 - 桐本琢也
2013年1月31日より配信された。
戦闘キャラクター
スペード
声 - 川津泰彦
マッドサージ
声 - 吉水孝宏
カーネル
声 - 中尾良平
フォックス
声 - 阿座上洋平
ジャッカル
声 - 高塚正也
デビルリバース
声 - 稲田徹
ライガ
声 - 平井啓二
フウガ
声 - 鈴木賢
ヒューイ
声 - 金本涼輔
シュレン
声 - 宮崎寛務
ソリア
声 - 山本圭一郎
バズ・ハーン
声 - 荒井聡太
ギル・ハーン
声 - 馬場圭介
ジャスク
声 - 滝下涼
シーノ
声 - 森岳志
アルフ
声 - 荒井聡太
カイゼル
声 - 藤本たかひろ
タオ
声 - 宮坂俊蔵
ボルゲ
声 - 川津泰彦
非戦闘キャラクター
少年期のケンシロウ
声 - 進藤尚美
少年期のラオウ
声 - 宮崎寛務
リュウケン
声 - 田中秀幸
ミスミ
声 - 平井啓二
トヨ
声 - 山中まどか
シバ
声 - 桑島法子
オウガイ
声 - 江川央生
少年期のサウザー
声 - 島﨑信長
リハク
声 - 竹本英史
アスカ
声 - 庄司宇芽香
ミュウ
声 - 川名真知子
ルイ
声 - 佐藤朱
ジャコウ
声 - 竹本英史
赤鯱
声 - 稲田徹
レイア
声 - 佐藤朱
ジュウケイ
声 - 大友龍三郎
サヤカ
声 - 山中まどか
黒夜叉
声 - 桐本琢也
少年期のカイオウ
声 - 金本涼輔
少年期のヒョウ
声 - 佐藤朱
その他
ナレーション
声 - 田中秀幸

### イメージソング（真・北斗無双）
「ROCK YOUR SOUL」
歌：V6 / 作詞・作曲：清水昭男 / 編曲：鈴木雅也

## 真・北斗無双（アプリ版）
『真・北斗無双』（しん・ほくとむそう）は、2020年配信予定のiOS・Android用アプリゲーム。配信元はコーエーテクモゲームス。略称は「北斗無双モバイル」。タイトルロゴには「モバイル」も含まれているが、公式サイトでのタイトル表記は「真・北斗無双」となっている。
過去のシリーズに登場しなかった新規のプレイアブルキャラクターが登場する。

### 新規プレイアブルキャラクター
カーネル
声 - 中尾良平

牙親父
声 - 福原耕平

ヒューイ
声 - 金本涼輔

シュレン
声 - 宮崎寛務

## パチンコ・パチスロ
いずれもサミーから発売された。
パチンコ
- ぱちんこCR真・北斗無双（2016年）
- ぱちんこCR真・北斗無双 第2章（2018年）
- P真・北斗無双 第3章（2020年）
- P真・北斗無双 Re:319ver.（2022年）
- P真・北斗無双 第3章 ジャギの逆襲（2022年）
- P真・北斗無双 第4章（2023年）

パチスロ
- パチスロ真・北斗無双（2020年）
- スマスロ真・北斗無双（2024年）

## キャラクタータイプ
『北斗無双』では操作キャラクターが「北斗タイプ」「南斗タイプ」「特殊タイプ」の3つに大別され、それぞれの特徴を理解して操作することが重要となる。
北斗タイプ
敵に攻撃を当てた際に「秘孔効果」が発生する場合がある。この効果が発生中の敵に攻撃を当てると、通常よりもダメージを多く与えられる。
通常攻撃をせずに△・Ｙボタンを押すことで「錬気攻撃」を使用できる（ボタン長押しで威力を溜めて攻撃できる）。これによってダメージを受けた敵は高確率で秘孔効果を受けるので、秘孔効果を確実に与え、その間にいかにダメージを与えられるかが攻略の鍵となる。
ケンシロウ、ラオウ、トキなど、北斗神拳の使い手がこれに分類される。
南斗タイプ
攻撃中、画面に△・Ｙマークが一瞬表示される場合がある。このときに△・Ｙボタンを押すことで「見切り攻撃」を行うことができる。見切り攻撃を当てた後の一定時間は「見切り状態」となり、より強力な攻撃を行うことができるようになる。また、見切り状態中に攻撃を受けた敵は「闘気効果」を受け、より多くのダメージを受けることになる。
シン、レイ、サウザーなど、南斗聖拳の使い手がこれに分類される。
特殊タイプ
北斗タイプ・南斗タイプのどちらにも属さないキャラクターや、ボウガンや銃などの遠距離攻撃を得意とするタイプのキャラクターがこれに分類される。遠距離攻撃ができるキャラクターは「ステップ射撃」のアクションによって、敵の攻撃をかわしつつ遠距離攻撃を行うことができる。攻撃時に北斗タイプと同じく秘孔効果が発生する場合もある。
マミヤ、ジャギなどがこれに分類される。ダウンロードサービスにより使用可能キャラクターとして追加されたハート、無法者も同様に分類されている。

## 本作のオリジナル技
ここでは北斗神拳、南斗聖拳、元斗皇拳、北斗琉拳のいずれにも属しない技のみ取り上げる。また、アミバやバットのような北斗神拳の非正統の使い手についても、ここに記載する。
ラオウの技
黒天殺
空中からラオウの前に黒王号を呼び出し、着地地点一帯の敵を吹き飛ばす。以降は黒王号に騎乗するも、下馬するも自由。
ジャギの技
鉄の暴風
ロケットランチャーで前方を連続して撃つ。
俺の名を言ってみろー!
前方に金色のジャギ像を落下させ、落下地点の敵を吹き飛ばす。以降はジャギ像を持ち上げ、敵に投げつけることが可能。
スカーフェイス
ヘルメットの下の醜い素顔を見せて、敵にショックを与え、秘孔効果を与える。この技を使用時の「見い〜た〜な〜」の言葉は、原作でヘルメットを外した状態で昼寝中のジャギの素顔を見た部下に対する本人の言と同じ。
『真・北斗無双』の幻闘編ではケンシロウに顔を潰される前の時点においてもシステム上の関係から同様に使用可能。
燎原の火
真・伝承奥義。空中に焼夷弾を放り投げてから、ロケットランチャーを使って空中で爆発させ、広範囲を焼き払う。
核の炎
真・伝承奥義。背中に背負っているものとはまた別の、4連装ロケットランチャー（外見はM202A1に酷似）を用意し、戦術核ロケット弾を発射。大爆発が起こり、自分も爆風で後ろに飛ばされるが、そのまま地面の上で笑い転げる。
サウザーの技
聖帝の慈悲
高笑いと共に、前方の敵に槍を投げつける。シュウを処刑したシーンの再現。
『真・北斗無双』では槍のデザインが異なる。
雷霆
闘気を高め、周囲の敵に雷を落とす。オウガイ殺害直後に雷が轟いた光景の再現。
アミバの技
木人形にしてやろう!
敵の秘孔を突いて両手を開いたままの状態で動けなくさせてから、人体実験とばかりに次々と秘孔を突く。アミバ流北斗神拳の技。
秘孔激振孔
激振孔を突いて敵に大ダメージを与える。アミバ流北斗神拳の技。
リュウガの技
天狼千牙掌
無数の突きを放ち、最後はアッパーの様な突きを放つ。天狼凍牙拳を破られたのちにケンシロウに仕掛けた技。
天狼咬裂弾
前方へ向けて勢い良く飛び、両手で突きを放つ。原作でアビダに引導を渡した技。
孤狼衝天撃
相手の体を貫き、貫いた腕を素早く振るって投げ飛ばす。弱っていたトキに致命傷を与えた技。
天狼回天撃
跳躍してから、空中からの一撃で周囲の敵を一掃する。
リンの技
ファイアクラッカー
前方に爆弾を投げつける。
桜花百裂射
ボウガンから強力な射撃を6回行う。
アローレイン
ボウガンから空へ向けて多数の矢を撃ち、前方の広範囲に矢の雨を降らせる。
愛の一撃
体を回転させ、勢いのままにボウガンで2回殴打する。
バットの技
バラージショット
ボウガンで前方に連続射撃を行い、最後に左右広く流し撃ちをする。
封想撃
側頭部の秘孔を両手で突く。バット独自の北斗神拳の技。原作でリンの記憶を奪った時の再現。
剣戟乱れ舞
剣を何度も振るい、最後は突きを放つ。
忘れ物だぜ!
蹴りを連射し、最後の蹴りで飛ばしてから止めに爆弾を投げつける。
ハートの技
いてえよ〜!!
両手を振り回しながら前方へ突撃し、最後には前転タックルを行う。技名及び技終了時に言う「またやっちまった」の言葉は、原作のサザンクロスの酒場における、自分の血を見て狂乱しての無差別殺戮時における本人の言と同じ。
ハート錬気通波
口から闘気を放つ技。シンの南斗錬気通波と違い、正面一列の敵にダメージを与える。
ハートビート
両手で地面を思いきり叩き、地震を起こして周囲の敵にダメージを与える。対戦格闘ゲーム版のアースクラッシュやアースクエイクと同原理の技。
メガトンプレス
高く飛び上がってから急降下し、ボディプレスを食らわせる。アニメ版の登場人物サバトの必殺技でもある。
超・火闘術
ハートのマークとKINGのKの文字が刻まれた赤いドラム缶からガソリンを飲んで口から火を吐き、最後にまだガソリンが残っているドラム缶を前方に投げつけて爆発させる。原作版では拳王侵攻隊隊長がレイに対して使った技だが、レイに「そんな大道芸では俺は倒せん」と言われている。
どこからでもどうぞ!
敵にわざと攻撃させ、その手を腹の肉で包んで抜けなくし、直後に腹を膨らませて勢いよく発射する。技名は原作でシンの居城でケンシロウと対峙した際、ケンシロウに余裕ぶって先制攻撃を許可した時の本人の言と同じ。
拳法殺しの体
前方から飛来する敵の飛び道具を全て腹の肉にめりこませて受け止め、腹を膨らませて発射し返すことで、前方の敵を蹴散らす。原作のサザンクロスの酒場で、自分の血を見て狂乱したハートに対して彼の部下たちがこれを止めようと気絶狙いで一斉に棍棒を投げつけたのに対する反撃の再現。
狂乱の殺人者
自分の血を見て一時的に発狂し、一定時間の間、自分の攻撃力を高める。
抱腹絶倒
真・伝承奥義。敵一人の体を腹の肉にめり込ませ、反動で勢いよく前方に発射する。
ハート愛のビンタ
真・伝承奥義。片手を極端に肥大化させて、地面を思いきり叩いて衝撃波を起こし、周囲の敵を蹴散らす。
『真・北斗無双』では技名が「ハートのA」になっている。
ビッグ・バン
真・伝承奥義。腹を大きく膨らませて爆発させ、その衝撃により大ダメージを与える技。
マミヤの技
バルカンアロー
前方に向けボウガンによる連続射撃を行う。
ウィンドミル
ヨーヨーを自分の周囲で回転させ、下から上昇させて相手を空中に浮かせてから、仕込んだ爆弾を爆発させる。
スターマイン
手榴弾を左右に連続して投げつけ、周囲の敵に爆風でダメージを与える。
ブレインツイスター
ヨーヨーを振り回しながら前進して周囲の敵を切り刻み、爆弾を爆発させてとどめ。ウィンドミルの強化版ともいえる。
白麗脚
前方の敵に強烈な上段蹴りを浴びせる。
絶麗脚
前方の敵に飛び蹴りを食らわせて怯んだスキに、そのまま連続して蹴りを叩き込む。
娥媚刺独楽
その場で独楽のように高速回転しながら、周囲に手裏剣のごとく娥媚刺を撒き散らす。
女の武器
相手の体にぶつかり、立ちくらみを装って倒れこむことで相手を油断させ、近づいて来たところを娥媚刺で突き刺す。
死の接吻
真・伝承奥義。相手を誘惑するかのように近づいた後、一瞬で後ろに回りこんで後頭部を娥媚刺で突き刺す。
百花繚乱
真・伝承奥義。複数のヨーヨーを同時に回転させ、前方の広い範囲の敵を一度に切り刻む。
オーバーザフォール
真・伝承奥義。大量の手榴弾を空中に投げ上げた後、ボウガンで前方の敵を掃射。その直後に投げ上げた手榴弾が落ちてきて大爆発を起こす。
フドウの技
破山連掌打
無数の張り手を放ち、最後に闘気をまとった張り手を放つ。
鬼の雄叫び
息を吸い込んでから咆哮し、前方一帯の敵を吹き飛ばす。流砂に飲み込まれた子供を助けるため、目くらましを作った技。
五車剛腕斧
突進しながら右ラリアットを放ち、最後は右の拳を斧のごとく勢いよく振り下ろす。
五車穿山烈
右手で地面を叩き、前方一帯の敵を吹き飛ばす。五車山蛾斬からの派生技。
ジュウザの技
無頼逸歩拳
右アッパーで相手を空中に浮かせ、左ストレートを叩きこむ。
迅雷風
変幻自在の連撃を放つ。
風雲夢幻脚
逆立ちしてから蹴りを連打し、止めに飛び回し蹴りを放つ。
風来疾駆掌
突進して前方の敵へ体当たりし、最後に突きと衝撃波を放つ。
千風雲海
跳躍してから回転しながら攻撃を放ち、周囲の敵を一掃する。
凌雲烈砕破
跳躍し、空中から地面に十字型の闘気を放つ。ラオウの兜を割った技。
アインの技
一網打尽拳
前進しながら左右にステップを踏みつつ、左右の拳を繰り出す。
ショットガンブロー
ジャブを連打し、最後は強烈なストレートを放つ。
ソウルスマッシュ
拳の三連打と同時に闘気の拳を放つ。
愛しのゲンコツ
地面に拳を放ち、岩盤を割って周囲の敵を巻き込む。原作でアインが帝都の地下で、岩盤に打たれた杭を殴って岩盤を割った再現で、技名はこの時のアインの言に由来。
名も無き修羅の技
潜影殺界
大量の手裏剣を周囲の地面に撃ち込み、一斉に地面から飛び出させる。
砕牙飛蜘蛛
相手に飛びかかり、相手の肩を足場に真上に飛んでから体を高速回転させて、相手の頭上から襲いかかる。
忍棍蠍針殺
忍棍で敵を連打する。
無法者の技
頭の出来が違うのよ
頭のモヒカンを外し、前方へ投げつける。技名は原作でジャッカルの部下であるフォックスのセリフ。
外道ノコギリ引き
ノコギリを取り出し、敵に押し付けるようにして突進した後、切り払って前方へ吹っ飛ばす。
こいつでボン!だ
懐から爆弾を取り出して放り投げ、爆風でガード不可のダメージを与える。なお、技の発動時に自分も爆風で吹っ飛ばされるがダメージはない。由来はケンシロウが牙一族の男に秘孔を突いた時に言ったセリフ。
明日より今日だぜ〜!
敵一体の懐から種モミが入った袋を奪いとり、それを食べて体力を回復する。原作で種モミを自分の村へ持ち帰り、植えて育てようとしていたミスミ老人を殺したエピソードの再現で、技名もミスミの言葉「今日より明日」を逆転させたもの。
無法槍乱舞
槍を取り出してホッピングの要領で飛び乗り、跳ね回って周囲の敵を蹴散らす。
あ…新記録
鎖付きベルトで敵を拘束し、ハンマー投げの要領で遠くへ吹き飛ばす。技名は原作でケンシロウがアビダの開催していた「人間ハンマー投げ大会」で、新記録を達成したばかりのゴンズをケンシロウがぶっ飛ばし、その時の飛距離がゴンズの記録を抜いたことに気付いたアビダの部下が呟いた言葉である。
双斬拳
仲間と2人で十字型の剣を投げ合い、間にいる敵を攻撃する。最後には受け損なった剣が額に突き刺さり、それを何事も無いかのように引き抜くオチがある。その動作は原作でサウザー配下の2人組（アニメ版ではサウザー配下のベジとギジ）が使った南斗聖拳の一派の南斗双斬拳とほぼ同じ。
真っ二つになりやがれ
何人かの仲間で大きな剣を振り回して敵を斬る。サウザーの部下3人がシュウに対して大きな剣で斬ろうとする動作に似ている。
バカは見る
真・伝承奥義。相手の後方に指を指し、後方を向いた相手の頭部を鉄球で殴る技。
跳刀地背拳
真・伝承奥義。地に背を寝かせ、回転しながら攻撃する技。本来はジャッカルの部下であるフォックスの技であり、技の内容は一緒。
特大!世紀末爆弾
真・伝承奥義。ドクロマークのある巨大な爆弾を用意し、導火線に点火してから自身は地面の中へ潜り、大爆発の後で顔を出す。